# Tratados de libre comercio de México
Además, México participa activamente en organismos y foros multilaterales y regionales como la Organización Mundial del Comercio (OMC), el Foro de Cooperación Económica Asia-Pacífico (APEC), la Organización para la Cooperación y el Desarrollo Económico (OCDE) y la ALADI.

## Tratados
México cuenta con una red de 13 Tratados de Libre Comercio con 46 países (TLCs), 33 Acuerdos para la Promoción y Protección Recíproca de las Inversiones (APPRIs) y 9 acuerdos de comercio (Acuerdos de Complementación Económica y Acuerdos de Alcance Parcial) en el marco de la Asociación Latinoamericana de Integración (ALADI).

## TLC
| Tratado                             | País(es)       | Suscripción              | Entrada en vigencia  |
| ----------------------------------- | -------------- | ------------------------ | -------------------- |
| T-MEC (sustituye el TLCANM de 1992) | Canadá         | 30 de noviembre de 2018  | 1 de julio de 2020   |
| T-MEC (sustituye el TLCANM de 1992) | Estados Unidos | 30 de noviembre de 2018  | 1 de julio de 2020   |
| TLC G-2 (antes G-3)                 | Colombia       | 13 de junio de 1994      | 1 de enero de 1995   |
| TLC Costa Rica                      | Costa Rica     | 5 de abril de 1994       | 1 de enero de 1995   |
| TLC Chile                           | Chile          | 17 de abril de 1998      | 1 de agosto de 1999  |
| TLCUEM                              | Unión Europea  | 23 de marzo de 2000      | 1 de julio de 2000   |
| TLC Israel                          | Israel         | 10 de abril de 2000      | 1 de julio de 2000   |
| TLC Triángulo del Norte             | El Salvador    | 29 de junio de 2000      | 15 de marzo de 2001  |
| TLC Triángulo del Norte             | Guatemala      | 29 de junio de 2000      | 15 de marzo de 2001  |
| TLC Triángulo del Norte             | Honduras       | 29 de junio de 2000      | 15 de marzo de 2001  |
| TLC AELC                            | Islandia       | 27 de noviembre de 2000  | 1 de octubre de 2001 |
| TLC AELC                            | Liechtenstein  | 27 de noviembre de 2000  | 1 de octubre de 2001 |
| TLC AELC                            | Noruega        | 27 de noviembre de 2000  | 1 de octubre de 2001 |
| TLC AELC                            | Suiza          | 27 de noviembre de 2000  | 1 de octubre de 2001 |
| TLC Uruguay                         | Uruguay        | 15 de noviembre de 2003  | 15 de julio de 2004  |
| TLC Japón                           | Japón          | 17 de septiembre de 2004 | 1 de abril de 2005   |
| TLC Perú                            | Perú           | 6 de abril de 2011       | 1 de febrero de 2012 |
| TLC CENTROAMERICA                   | Costa Rica     | 22 de noviembre de 2011  | 1 de julio de 2013   |
| TLC CENTROAMERICA                   | El Salvador    | 22 de noviembre de 2011  | 1 de julio de 2013   |
| TLC CENTROAMERICA                   | Guatemala      | 22 de noviembre de 2011  | 1 de julio de 2013   |
| TLC CENTROAMERICA                   | Honduras       | 22 de noviembre de 2011  | 1 de julio de 2013   |
| TLC CENTROAMERICA                   | Nicaragua      | 22 de noviembre de 2011  | 1 de julio de 2013   |
| TLC Panamá                          | Panamá         | 3 de abril de 2014       | 1 de julio de 2015   |

### Alianzas, organismos y foros multilaterales y regionales
| Organismo / Alianza                                  | País(es)                                             | Entrada en vigencia |
| ---------------------------------------------------- | ---------------------------------------------------- | ------------------- |
| Acuerdo General sobre Aranceles Aduaneros y Comercio | Acuerdo General sobre Aranceles Aduaneros y Comercio | 24 de julio de 1922 |
| Organización Mundial del Comercio                    | Organización Mundial del Comercio                    | 1 de enero de 1995  |
| Alianza del Pacífico                                 | Colombia                                             | 20 de julio de 2015 |
| Alianza del Pacífico                                 | Chile                                                | 20 de julio de 2015 |
| Alianza del Pacífico                                 | Perú                                                 | 20 de julio de 2015 |

### Acuerdos de Complementación Económica (ACE) y Acuerdos de Alcance Parcial (AAP)
| Acuerdos                                       | País(es)                                                                             | Entrada en vigencia |
| ---------------------------------------------- | ------------------------------------------------------------------------------------ | ------------------- |
| AAP 14 Panamá                                  | Panamá                                                                               | 1986                |
| AC 6 Argentina                                 | Argentina                                                                            | 1987                |
| AC 66 Bolivia                                  | Bolivia                                                                              | 7 de junio de 2010  |
| AAP 29 Ecuador                                 | Ecuador                                                                              | 1998                |
| AAP 38 Paraguay                                | Paraguay                                                                             | 2000                |
| ACE 51 Cuba                                    | Cuba                                                                                 | 2001                |
| ACE 53 Brasil                                  | Brasil                                                                               | 2003                |
| ACE 55 Mercosur-Automotriz                     | Mercosur                                                                             | 2003                |
| ACE 54 Mercosur                                | Mercosur                                                                             | 2006                |
| Acuerdo Transpacífico de Cooperación Económica | TPP: Vietnam Brunéi Australia Japón Canadá Chile Malasia Nueva Zelanda Perú Singapur | 2016                |

### Tratados en negociación
| Tratado              | País(es) |
| -------------------- | -------- |
| TLC México- Paraguay | Paraguay |
| TLC México- Brasil   | Brasil   |

### Tratados cancelados
| Tratado     | País(es)  | Suscripción         | Suscripción         | Entrada en vigencia | Entrada en vigencia | Descripción |
| ----------- | --------- | ------------------- | ------------------- | ------------------- | ------------------- | --- |
| TLC G-3     | Venezuela | Cartagena de Indias | 13 de junio de 1994 | 1 de enero de 1995  | 22 de mayo de 2006  | Venezuela decidió abandonar el G-3 en 2006 para unirse a Mercosur, por lo que el grupo solo lo conforman México y Colombia. |
| TLC Bolivia | Bolivia   | Ciudad de México    | 5 de abril de 1994  | 15 de marzo de 1995 | 4 de junio de 2010  | México y Bolivia sustituirán su tratado de libre comercio por un pacto de menor alcance llamado «AC 66», debido a que algunas prerrogativas establecidas en el acuerdo son "incompatibles" con la nueva Constitución del país andino, anunció el gobierno mexicano. |